# Coupe de Luxembourg 1965-1966
La Coppa di Lussemburgo 1965-1966 è stata la 41ª edizione della coppa nazionale lussemburghese disputata tra l'8 agosto 1965 e il 21 maggio 1966 e conclusa con la vittoria dello Spora Luxembourg, al suo settimo titolo.

## Formula
Eliminazione diretta in gara unica.

### Turno di qualificazione
| Squadra 1                | Risultato | Squadra 2          |
| ------------------------ | --------- | ------------------ |
| 8 agosto 1965            |           |                    |
| Brouch                   | 5 − 2     | Sporting Beckerich |
| Etoile Sportive Clemency | 0 − 2     | Swift Hesperange   |
| Minerva Lintgen          | 4 − 0     | Victoria Rosport   |
| Minière Lasauvage        | 6 − 3     | Avenir Flaxweiler  |
| Sporting Bertrange       | 5 − 0     | Jeunesse Biwer     |

### 1º Turno preliminare
| Squadra 1                     | Risultato   | Squadra 2             |
| ----------------------------- | ----------- | --------------------- |
| 22 agosto 1965                |             |                       |
| Arantia Berdorf               | 5 − 0       | Folschette            |
| Arminia Weidingen             | 3 − 0       | Jeunesse Koerich      |
| AS Luxembourg                 | 1 − 5       | Sanem                 |
| Atert Bissen                  | 2 − 3       | Jeunesse Useldange    |
| Blo-Weiss Madernach           | 2 − 3       | Minerva Lintgen       |
| Blue Boys Muhlenbach          | 1 − 2       | Mansfeldia Clausen    |
| Bous                          | 1 − 3       | Bayren                |
| Daring Echternach             | 5 − 1       | Lorentzweiler         |
| Etoile Sportive Schouweiler   | 2 − 3       | Ehlerange             |
| Hamm 37                       | 0 − 5       | Swift Hesperange      |
| Harlange                      | 4 − 3       | Jeunesse Junglinster  |
| Iska Boys Simmern             | 2 − 4       | FC Brouch             |
| Jeunesse Hautcharage          | 4 − 0       | Hostert               |
| Kehlen                        | 1 − 3       | Les Ardoisiers Perlé  |
| Kopstal 33                    | 2 − 1       | Gold a Ro't Wiltz     |
| Mertert                       | 3 − 2       | Remich                |
| Minière Lasauvage             | 5 − 3       | Sporting Bettembourg  |
| Noertzange                    | 0 − 1       | Alisontia Steinsel    |
| Olympia Christnach/Waldbillig | 1 − 5       | Orania Vianden        |
| Red Boys Aspelt               | 3 − 4 (dts) | US Bascharage         |
| Reisdorf                      | 5 − 1       | Kischpelt Wilwerwiltz |
| Rodange                       | 1 − 3       | Hobscheid             |
| Sporting Bertrange            | 4 − 3       | Mondercange           |
| Steinfort                     | 3 − 5       | Old Boys Consdorf     |
| Tricolore Gasperich           | 2 − 1       | Sandweiler            |
| US Boevange/Attert            | 7 − 1       | Jeunesse Schieren     |
| US Esch                       | 1 − 2       | Progrès Grund         |
| Yellow Boys Weiler-la-Tour    | 1 − 5       | Titus Lamadelaine     |

### 2º Turno preliminare
| Squadra 1           | Risultato   | Squadra 2            |
| ------------------- | ----------- | -------------------- |
| 29 agosto 1965      |             |                      |
| Alisontia Steinsel  | 1 − 8       | Mertert              |
| Arantia Berdorf     | 2 − 3       | FC Harlange          |
| Arminia Weidingen   | 2 − 1       | US Boevange/Attert   |
| Beyren              | 1 − 2       | Jeunesse Hautcharage |
| Daring Echternach   | 3 − 0       | Hobscheid            |
| Jeunesse Useldange  | 0 − 4       | Les Ardoisiers Perlé |
| Kopstal 33          | 3 − 5       | Reisdorf             |
| Minerva Lintgen     | 2 − 1 (dts) | FC Brouch            |
| Minière Lasauvage   | 3 − 1       | Sporting Bertrange   |
| Orania Vianden      | 9 − 1       | Old Boys Consdorf    |
| Progrès Grund       | 4 − 1       | Titus Lamadelaine    |
| Sanem               | 1 − 2       | Swift Hesperange     |
| Tricolore Gasperich | 4 − 0       | US Bascharage        |

| Squadra 1          | Risultato | Squadra 2 |
| ------------------ | --------- | --------- |
| 2 settembre 1965   |           |           |
| Mansfeldia Clausen | 4 − 2     | Ehlerange |

### 3º Turno preliminare
| Squadra 1                   | Risultato   | Squadra 2                |
| --------------------------- | ----------- | ------------------------ |
| 2 e 3 ottobre 1965          |             |                          |
| Amis des Sports Schifflange | 2 − 6       | Tetange                  |
| Arminia Weidingen           | 1 − 5       | Mondorf                  |
| Daring Echternach           | 4 − 0       | Reisdorf                 |
| Etzella Ettelbruck          | 4 − 2       | Claravallis Clervaux     |
| Fola Esch                   | 6 − 0       | Orania Vianden           |
| Grevenmacher                | 2 − 1 (dts) | Racing Rodange           |
| Harlange                    | 1 − 8       | Chiers Rodange           |
| Jeunesse 07 Kayl            | 0 − 1       | Rapid Neudorf            |
| Jeunesse Hautcharage        | 4 − 2       | Marisca Mersch           |
| Koeppchen Wormeldange       | 5 − 2       | Differdange              |
| Mertert                     | 5 − 1       | Swift Hesperange         |
| Oberkorn                    | 9 − 0       | Mansfeldia Clausen       |
| Progrès Grund               | 2 − 1       | Red Black Pfaffenthal    |
| Progrès Niedercorn          | 14 − 0      | Les Ardoisiers Perlé     |
| Racing Troisvierges         | 2 − 5       | CS Hollerich             |
| Red Star Merl               | 0 − 1 (dts) | Egalité Weimerskirch     |
| The Belval Belvaux          | 3 − 0       | Minerva Lintgen          |
| Tricolore Gasperich         | 2 − 6       | Résidence Walferdange    |
| UNA Strassen                | 0 − 4       | The National Schifflange |
| Young Boys Diekirch         | 10 − 1      | Minière Lasauvage        |

### Sedicesimi di finale
| Squadra 1                | Risultato   | Squadra 2             |
| ------------------------ | ----------- | --------------------- |
| 14 novembre 1965         |             |                       |
| Chiers Rodange           | 1 − 0       | Avenir Beggen         |
| Daring Echternach        | 1 − 4       | US Dudelange          |
| Etzella Ettelbruck       | 0 − 4       | Aris Bonnevoie        |
| Fola Esch                | 5 − 1       | Oberkorn              |
| Jeunesse Hautcharage     | 1 − 6       | Spora Luxembourg      |
| Koeppchen Wormeldange    | 1 − 4       | Jeunesse Esch         |
| Mertert                  | 3 − 6       | Red Boys Differdange  |
| Mondorf                  | 5 − 1       | Jeunesse Wasserbillig |
| Progrès Grund            | 1 − 9       | Rumelange             |
| Rapid Neudorf            | 3 − 2       | Stade Dudelange       |
| Résidence Walferdange    | 0 − 2       | Alliance Dudelange    |
| Tetange                  | 5 − 4       | Egalité Weimerskirch  |
| The Belval Belvaux       | 0 − 3       | Grevenmacher          |
| Young Boys Diekirch      | 3 − 7 (dts) | CS Hollerich          |
| Progrès Niedercorn       | 1 − 1 (dts) | Union Luxembourg      |
| The National Schifflange | 1 − 1 (dts) | Pétange               |

| Squadra 1                    | Risultato   | Squadra 2        |
| ---------------------------- | ----------- | ---------------- |
| 17 novembre 1965 (Spareggio) |             |                  |
| Progrès Niedercorn           | 1 − 1 (dts) | Union Luxembourg |

| Squadra 1                    | Risultato | Squadra 2                |
| ---------------------------- | --------- | ------------------------ |
| 18 novembre 1965 (Spareggio) |           |                          |
| Pétange                      | 2 − 5     | The National Schifflange |

| Squadra 1                             | Risultato | Squadra 2          |
| ------------------------------------- | --------- | ------------------ |
| 24 novembre 1965 (Spareggio ripetuto) |           |                    |
| Union Luxembourg                      | 2 − 1     | Progrès Niedercorn |

### Ottavi di finale
| Squadra 1        | Risultato | Squadra 2                |
| ---------------- | --------- | ------------------------ |
| 5 dicembre 1965  |           |                          |
| Spora Luxembourg | 6 − 0     | Rapid Neudorf            |
| Tetange          | 0 − 1     | The National Schifflange |

| Squadra 1            | Risultato   | Squadra 2          |
| -------------------- | ----------- | ------------------ |
| 9 gennaio 1966       |             |                    |
| Chiers Rodange       | 2 − 1       | Rumelange          |
| Grevenmacher         | 2 − 0       | CS Hollerich       |
| Mondorf              | 3 − 0       | Fola Esch          |
| Red Boys Differdange | 3 − 2 (dts) | Alliance Dudelange |
| Union Luxembourg     | 1 − 0       | Aris Bonnevoie     |
| US Dudelange         | 2 − 2 (dts) | Jeunesse Esch      |

| Squadra 1                   | Risultato | Squadra 2    |
| --------------------------- | --------- | ------------ |
| 13 gennaio 1966 (Spareggio) |           |              |
| Jeunesse Esch               | 3 − 1     | US Dudelange |

### Quarti di Finale
| Squadra 1            | Risultato | Squadra 2                |
| -------------------- | --------- | ------------------------ |
| 13 febbraio 1966     |           |                          |
| Grevenmacher         | 4 − 3     | Mondorf                  |
| Jeunesse Esch        | 1 − 0     | The National Schifflange |
| Red Boys Differdange | 0 − 1     | Union Luxembourg         |
| Spora Luxembourg     | 1 − 0     | Chiers Rodange           |

### Semifinali
| Squadra 1        | Risultato | Squadra 2        |
| ---------------- | --------- | ---------------- |
| 15 maggio 1966   |           |                  |
| Grevenmacher     | 2 − 6     | Spora Luxembourg |
| Union Luxembourg | 0 − 1     | Jeunesse Esch    |

### Finale
| Arbitro: | Zeimes |

|                         |           |  |
| Wampach 63’ Schoder 68’ | Marcatori |  |

| Spora Luxembourg | Jeunesse Esch |

### Formazioni
| Spora Luxembourg |    |                 |  |     |  |
|                  |    |                 |  |     |  |
| POR              | 1  | Fritz Jesse     |  |     |  |
| DIF              | 2  | Walter Glinski  |  |     |  |
| DIF              | 3  | Fernand Brosius |  |     |  |
| DIF              | 4  | Jean Hardt      |  |     |  |
| DIF              | 5  | Romain Schoder  |  | 68’ |  |
| DIF              | 6  | Jean Kremer     |  |     |  |
| CEN              | 7  | Vic Nuremberg   |  |     |  |
| CEN              | 8  | Emile Meyer     |  |     |  |
| ATT              | 9  | Norry Wampach   |  | 63’ |  |
| ATT              | 10 | Josy Krier      |  |     |  |
| ATT              | 11 | Johny Hilbert   |  |     |  |
| A disposizione:  |    |                 |  |     |  |
| Allenatore:      |    |                 |  |     |  |
| ?                |    |                 |  |     |  |

| Jeunesse Esch   |    |                      |  |  |  |
|                 |    |                      |  |  |  |
| POR             | 1  | René Hoffmann        |  |  |  |
| DIF             | 2  | Aloyse Martinuzzi    |  |  |  |
| DIF             | 3  | Henri Kosmala        |  |  |  |
| DIF             | 4  | Raymond Ruffini      |  |  |  |
| DIF             | 5  | Pierre Jacoby        |  |  |  |
| DIF             | 6  | Johny Hoffmann       |  |  |  |
| CEN             | 7  | Pierre Err           |  |  |  |
| CEN             | 8  | René Quintus         |  |  |  |
| ATT             | 9  | Jean Schuller        |  |  |  |
| ATT             | 10 | Dominique Di Genova  |  |  |  |
| ATT             | 11 | Giuliano Tagliatesta |  |  |  |
| A disposizione: |    |                      |  |  |  |
| Allenatore:     |    |                      |  |  |  |
| ?               |    |                      |  |  |  |